# 1·8 항쟁
1·8 항쟁(一·八抗爭)은 1987년 9월 17일부터 1988년 1월 8일까지 대한민국 광주광역시의 조선대학교에서 일어난 대학개혁운동이자 학원민주화운동이다. 일각에서는 조선대 사태라고도 한다.

## 사건 개요
호남 지역 민중들에 의해 설립된 민립대학인 조선대학교를 사유화(私有化)하고자 대학 설립 당시 '설립동지회 회장'이었던 박철웅은 자신의 지위를 이용하여 1982년 불법으로 정관을 변경하였고 부정입학, 교수 해임, 교수 및 학생들에 대한 폭언과 폭행, 공금 횡령을 하였다. 1986년에는 교수들의 시국선언을 막기 위해 매일 아침 7시에 전체 교수 및 교직원을 운동장으로 집합시켜 출석을 부르고 노교수, 여교수 할 것 없이 운동장을 두 바퀴씩 구보하게 한 다음 총장에게 충성서약을 하게 하는 등 사건이 있었다. 온갖 전횡을 일삼던 박철웅 총장과 그 일가에 항거하였다. 제5공화국 막바지인 1987년 반독재투쟁과 맞물려 전개된 '박철웅 총장 퇴진 및 민립대학 환원' 투쟁(학생, 교수, 동문들이 중심) 으로서 113일간의 장기농성 (학부모 또한 가세) 이 있었다. 1988년 1월 8일 새벽 4시 학내에 공권력 투입으로 막을 내렸다.

제8대 이돈명 총장 취임식 (1988년)

항쟁 기간 동안 투입된 경찰력이 1,500여명에 이르며 강제진압과정에서 2명이 중화상을 입었으며, 1명이 투신하였고 45명이 구속되었다. 1.8 항쟁을 계기로 교육부가 박철웅 총장과 기존의 이사진을 전원 해임하였고 2월에는 학생, 교수, 동문, 학부모가 동참하는 '대학자치운영협의회'가 출범했으며 4월 해직 교수 24명이 복직한 데 이어 9월 29일 이돈명 총장이 취임하면서 학원민주화의 기틀을 마련하게 되었다.
1·8 항쟁은 조선대 역사에서 하나의 분수령을 이루는 사건으로 민립대학의 정통성을 확립하는 데 기여한 대학민주화 운동의 대표적 사례로 평가받고 있고 2007년 1월 7일 학교 공식기념일로 제정되었으며 2012년 24주년을 맞이하였다.

## 같이 보기
- 조선대학교
- 박철웅